# 別廖佐夫卡河 (科雷馬河支流)
別廖佐夫卡河是俄羅斯的河流，由薩哈共和國負責管轄，屬於科雷馬河的右支流，河道全長517公里，流域面積約24,800平方公里，發源自尤卡吉爾高原。